# Campeonato Piauiense de Futebol de 2008
O Campeonato Piauiense de Futebol de 2008 aconteceu entre 1 de março e 22 de junho e reuniu oito equipes, sendo duas da capital, Teresina, e as outras seis do interior do estado. A equipe campeã do campeonato, Barras, garantiu vaga na Copa do Brasil 2009.

## Formato
Na primeira fase, as oito equipes jogaram em turno e returno, todos contra todos. Na fase seguinte, as quatro melhores fizeram as semifinais, também em jogos de ida e volta. Os vencedores fizeram as finais do campeonato. A final também foi em duas partidas, sendo que a equipe com a melhor campanha da primeira fase, jogou a segunda partida da decisão no seu estádio.
As duas equipes que terminaram no penúltimo e último lugares na classificação da primeira fase, Caiçara e Piauí, foram rebaixadas para a segunda divisão do estadual.

### Critérios de desempate
Os critério de desempate foram aplicados na seguinte ordem:
- Maior número de vitórias
- Maior saldo de gols
- Confronto direto
- Sorteio

## Equipes participantes
| - 4 de Julho Esporte Clube (Piripiri) - Barras Futebol Club (Barras) - Caiçara Esporte Clube (Campo Maior) - Comercial Atlético Clube (Campo Maior) | - Parnahyba Sport Club (Parnaíba) - Piauí Esporte Clube (Teresina) - Sociedade Esportiva Picos (Picos) - Ríver Atlético Clube (Teresina) |

## Disputa
Esses foram os resultados da primeira fase, das semifinais e das duas partidas finais do campeonato:

### Primeira fase
| Pos. | Equipe       | P  | J  | V | E | D  | GP | GC | SG  |
| ---- | ------------ | -- | -- | - | - | -- | -- | -- | --- |
| 1    | Barras       | 25 | 14 | 7 | 4 | 3  | 21 | 15 | +6  |
| 2    | 4 de Julho   | 22 | 14 | 6 | 4 | 4  | 28 | 19 | +9  |
| 3    | Picos        | 22 | 14 | 5 | 7 | 2  | 19 | 13 | +6  |
| 4    | Comercial-PI | 22 | 14 | 5 | 7 | 2  | 18 | 15 | +3  |
| 5    | Parnahyba    | 20 | 14 | 5 | 5 | 4  | 20 | 18 | +2  |
| 6    | River-PI     | 20 | 14 | 5 | 5 | 4  | 15 | 14 | +1  |
| 7    | Caiçara      | 13 | 14 | 3 | 4 | 7  | 14 | 18 | -4  |
| 8    | Piauí        | 5  | 14 | 1 | 2 | 11 | 10 | 33 | -23 |

|  | Equipes qualificadas para as semifinais   |
|  | Equipes rebaixadas para a segunda divisão |

| 1ª rodada | 1ª rodada | 1ª rodada    | 1ª rodada | 1ª rodada    | 1ª rodada      |
| --------- | --------- | ------------ | --------- | ------------ | -------------- |
| 01/03     | 20:30     | Picos        | 0 – 0     | Parnahyba    | Helvídio Nunes |
| 02/03     | 16:00     | Barras       | 1 – 1     | 4 de Julho   | Juca Fortes    |
| 02/03     | 15:45     | Caiçara      | 0 – 0     | Piauí        | Deusdeth Melo  |
| 23/04[a]  | 15:00     | River-PI     | 0 – 0     | Comercial-PI | Jacó Sampaio   |
| 2ª rodada |           |              |           |              |                |
| 09/03     | 15:45     | Piauí        | 1 – 2     | Picos        | Jacó Sampaio   |
| 09/03     | 15:45     | Comercial-PI | 1 – 1     | Barras       | Deusdeth Melo  |
| 09/03     | 15:45     | 4 de Julho   | 0 – 0     | River-PI     | Ytacoatiara    |
| 09/03     | 16:00     | Parnahyba    | 0 – 0     | Caiçara      | Mão Santa      |
| 3ª rodada |           |              |           |              |                |
| 15/03     | 20:00     | Picos        | 1 – 1     | Comercial-PI | Helvídio Nunes |
| 16/03     | 15:45     | Caiçara      | 1 – 0     | 4 de Julho   | Deusdeth Melo  |
| 16/03     | 15:45     | River-PI     | 2 – 2     | Piauí        | Jacó Sampaio   |
| 16/03     | 15:45     | Barras       | 2 – 1     | Parnahyba    | Juca Fortes    |
| 4ª rodada |           |              |           |              |                |
| 22/03     | 20:30     | Picos        | 0 – 1     | River-PI     | Helvídio Nunes |
| 22/03     | 15:45     | Comercial-PI | 3 – 2     | Caiçara      | Deusdeth Melo  |
| 23/03     | 15:45     | 4 de Julho   | 2 – 2     | Parnahyba    | Ytacoatiara    |
| 23/03     | 15:45     | Piauí        | 1 – 4     | Barras       | Jacó Sampaio   |
| 5ª rodada |           |              |           |              |                |
| 29/03     | 16:00     | Caiçara      | 0 – 0     | River-PI     | Deusdeth Melo  |
| 30/03     | 15:45     | Comercial-PI | 1 – 0     | 4 de Julho   | Deusdeth Melo  |
| 30/03     | 16:00     | Parnahyba    | 3 – 1     | Piauí        | Mão Santa      |
| 30/03     | 15:45     | Barras       | 2 – 2     | Picos        | Juca Fortes    |
| 6ª rodada |           |              |           |              |                |
| 12/04     | 15:45     | Piauí        | 1 – 3     | Comercial-PI | Jacó Sampaio   |
| 12/04     | 15:45     | Caiçara      | 0 – 1     | Barras       | Deusdeth Melo  |
| 12/04     | 16:00     | Parnahyba    | 0 – 2     | River-PI     | Mão Santa      |
| 13/04     | 09:00     | 4 de Julho   | 2 – 1     | Picos        | Ytacoatiara    |
| 7ª rodada |           |              |           |              |                |
| 19/04     | 15:45     | River-PI     | 2 – 0     | Barras       | Jacó Sampaio   |
| 19/04     | 20:30     | Picos        | 4 – 1     | Caiçara      | Helvídio Nunes |
| 20/04     | 15:45     | Comercial-PI | 2 – 2     | Parnahyba    | Deusdeth Melo  |
| 20/04     | 09:00     | 4 de Julho   | 2 – 0     | Piauí        | Ytacoatiara    |

| 8ª rodada  | 8ª rodada | 8ª rodada    | 8ª rodada | 8ª rodada    | 8ª rodada      |
| ---------- | --------- | ------------ | --------- | ------------ | -------------- |
| 30/04      | 15:45     | Caiçara      | 1 – 1     | Picos        | Deusdeth Melo  |
| 01/05      | 15:45     | Piauí        | 2 – 7     | 4 de Julho   | Jacó Sampaio   |
| 01/05      | 15:45     | Barras       | 3 – 0     | River-PI     | Juca Fortes    |
| 01/05      | 16:00     | Parnahyba    | 1 – 1     | Comercial-PI | Mão Santa      |
| 9ª rodada  |           |              |           |              |                |
| 04/05      | 15:45     | Comercial-PI | 2 – 0     | Piauí        | Deusdeth Melo  |
| 04/05      | 15:45     | River-PI     | 1 – 2     | Parnahyba    | Jacó Sampaio   |
| 04/05      | 15:45     | Barras       | 1 – 0     | Caiçara      | Juca Fortes    |
| 05/05      | 20:30     | Picos        | 3 – 3     | 4 de Julho   | Helvídio Nunes |
| 10ª rodada |           |              |           |              |                |
| 07/05      | 15:45     | Piauí        | 1 – 0     | Parnahyba    | Jacó Sampaio   |
| 08/05      | 20:30     | Picos        | 2 – 0     | Barras       | Helvídio Nunes |
| 14/05[b]   | 15:45     | 4 de Julho   | 3 – 1     | Comercial-PI | Ytacoatiara    |
| 14/05[b]   | 15:45     | River-PI     | 2 – 1     | Caiçara      | Jacó Sampaio   |
| 11ª rodada |           |              |           |              |                |
| 11/05      | 15:45     | River-PI     | 1 – 1     | Picos        | Jacó Sampaio   |
| 11/05      | 15:45     | Caiçara      | 2 – 0     | Comercial-PI | Deusdeth Melo  |
| 11/05      | 16:00     | Parnahyba    | 3 – 2     | 4 de Julho   | Mão Santa      |
| 11/05      | 15:45     | Barras       | 1 – 0     | Piauí        | Juca Fortes    |
| 12ª rodada |           |              |           |              |                |
| 18/05      | 15:45     | Piauí        | 1 – 3     | River-PI     | Jacó Sampaio   |
| 18/05      | 15:45     | Comercial-PI | 0 – 0     | Picos        | Deusdeth Melo  |
| 18/05      | 15:45     | 4 de Julho   | 3 – 2     | Caiçara      | Ytacoatiara    |
| 18/05      | 16:00     | Parnahyba    | 3 – 2     | Barras       | Mão Santa      |
| 13ª rodada |           |              |           |              |                |
| 22/05      | 20:30     | Picos        | 1 – 0     | Piauí        | Helvídio Nunes |
| 22/05      | 15:45     | River-PI     | 0 – 2     | 4 de Julho   | Jacó Sampaio   |
| 22/05      | 15:45     | Caiçara      | 1 – 3     | Parnahyba    | Deusdeth Melo  |
| 22/05      | 15:45     | Barras       | 1 – 1     | Comercial-PI | Juca Fortes    |
| 14ª rodada |           |              |           |              |                |
| 25/05      | 15:45     | Piauí        | 0 – 3     | Caiçara      | Jacó Sampaio   |
| 25/05      | 15:45     | Parnahyba    | 0 – 1     | Picos        | Mão Santa      |
| 25/05      | 15:45     | Comercial-PI | 2 – 1     | River-PI     | Deusdeth Melo  |
| 25/05      | 15:45     | 4 de Julho   | 1 – 2     | Barras       | Ytacoatiara    |

### Fase final
|  | Semifinais | Semifinais   | Semifinais | Semifinais |   |   | Finais | Finais | Finais | Finais |
|  |            |              |            |            |   |   |        |        |        |        |
|  | 1          | Barras       | 0          | 3          |   |   |        |        |        |        |
|  | 4          | Comercial-PI | 0          | 1          |   |   |        |        |        |        |
|  |            |              |            |            |   | 1 | Barras | 1      | 3      |        |
|  |            | 3            | Picos      | 3          | 0 |   |        |        |        |        |
|  | 2          | 4 de Julho   | 0          | 0          |   |   |        |        |        |        |
|  | 3          | Picos        | 1          | 1          |   |   |        |        |        |        |

| Semifinais | Semifinais | Semifinais   | Semifinais | Semifinais   | Semifinais     |
| ---------- | ---------- | ------------ | ---------- | ------------ | -------------- |
| 01/06      | 15:45      | Comercial-PI | 0 – 0      | Barras       | Deusdeth Melo  |
| 01/06      | 15:45      | Picos        | 1 – 0      | 4 de Julho   | Helvídio Nunes |
| 08/06      | 15:45      | Barras       | 3 – 1      | Comercial-PI | Juca Fortes    |
| 08/06      | 15:45      | 4 de Julho   | 0 – 1      | Picos        | Ytacoatiara    |

Finais
| 14 de junho 20:30 | Picos                                             | 3 – 1 | Barras     | Helvídio Nunes, Picos                |
|                   | Rigoberto 21' (pen) · Boni 33' · Marquinhos 90+2' |       | Quirino 1' | Árbitro: Afonso Amorim de Sousa (PI) |

| 22 de junho 15:45 | Barras                                      | 3 – 0 (pro) | Picos | Juca Fortes, Barras |
|                   | Maíquel 10' · Juba 50' · Cláudio 103' (pro) |             |       |                     |

## Premiação
| Campeonato Piauiense de 2008 |
| ---------------------------- |
| BARRAS Campeão (1.º título)  |

## Artilharia
Esse foram os principais artilheiros do campeonato:
| 9 gols (1) - Neném (4 de Julho) 6 gols (1) - Naná (Barras) | 5 gols (2) - Wellington (Picos) - Alcimar (4 de Julho) 4 gols (2) - Maradona (Comercial-PI) - Rigoberto (Picos) | 3 gols (7) - Marcos Túlio (Parnahyba) - Renam (Parnahyba) - Nahilton (Piauí) - Dudé (Picos) - Rigoberto (Picos) - Serginho (4 de Julho) - Jorginho (River-PI) |